# Tara Fuki
Tara Fuki je duo zpívajících violoncellistek, které tvoří Dorota Barová (rovněž zpívala se skupinou Chorchestr a Asyl Akt) a Andrea Konstankiewicz-Nazir (dále hrála v kapele BOO). Texty písní (většinu z pera Doroty Barové) jsou většinou v polštině. Na ostravské konzervatoři se minuly, setkaly se až v roce 2000 při studiu hudební vědy na Filozofické fakultě v Brně. Ve své hudbě i textech se nechaly inspirovat poetikou nocí a snů, které chápou jako extrakt podvědomí. Protože „to, co se v nás odehrává v noci, je úplně jiné a mnohdy i pravdivější než to, co vnímáme ve dne.“

## Charakteristika
Jejich hudba je hudební improvizace na pomezí mnoha hudebních žánrů (klasická hudba, jazz, folk a jiné). Texty písní zpívají polsky, česky i francouzsky. Spolupracující skupinou bývá často Vertigo-kvintet, což je československá jazzová skupina.
Tara Fuki úspěšně koncertují po celé Evropě (Česko, Slovensko, Francie, Německo, Itálie, Rakousko, Švédsko, Polsko, Rusko, Ukrajina, státy bývalé Jugoslávie, Rumunsko, Holandsko, Anglie, atd.) a střední Americe. Zatím získaly dvě ocenění Akademie populární hudby v kategoriích Alternativní hudba – World music a Objev roku za rok 2001. Za album Auris Tara Fuki získaly žánrovou cenu Anděl 2007 v kategorii „world music“.

## Diskografie

### Alba
| Rok  | Název alba      | Vydavatelství  |
| ---- | --------------- | -------------- |
| 2001 | Piosenki do snu | Indies Records |
| 2003 | Kapka           | Indies Records |
| 2007 | Auris           | Indies Records |
| 2010 | Sens            | Indies Scope   |
| 2014 | Winna           | Indies Scope   |
| 2015 | The Best Of ... | Indies Scope   |
| 2020 | Motyle          | Indies Scope   |

### Singly
| Rok  | Název alba | Vydavatelství |
| ---- | ---------- | ------------- |
| 2020 | Kdyby      | Indies Scope  |